# مسجد النبي هابيل

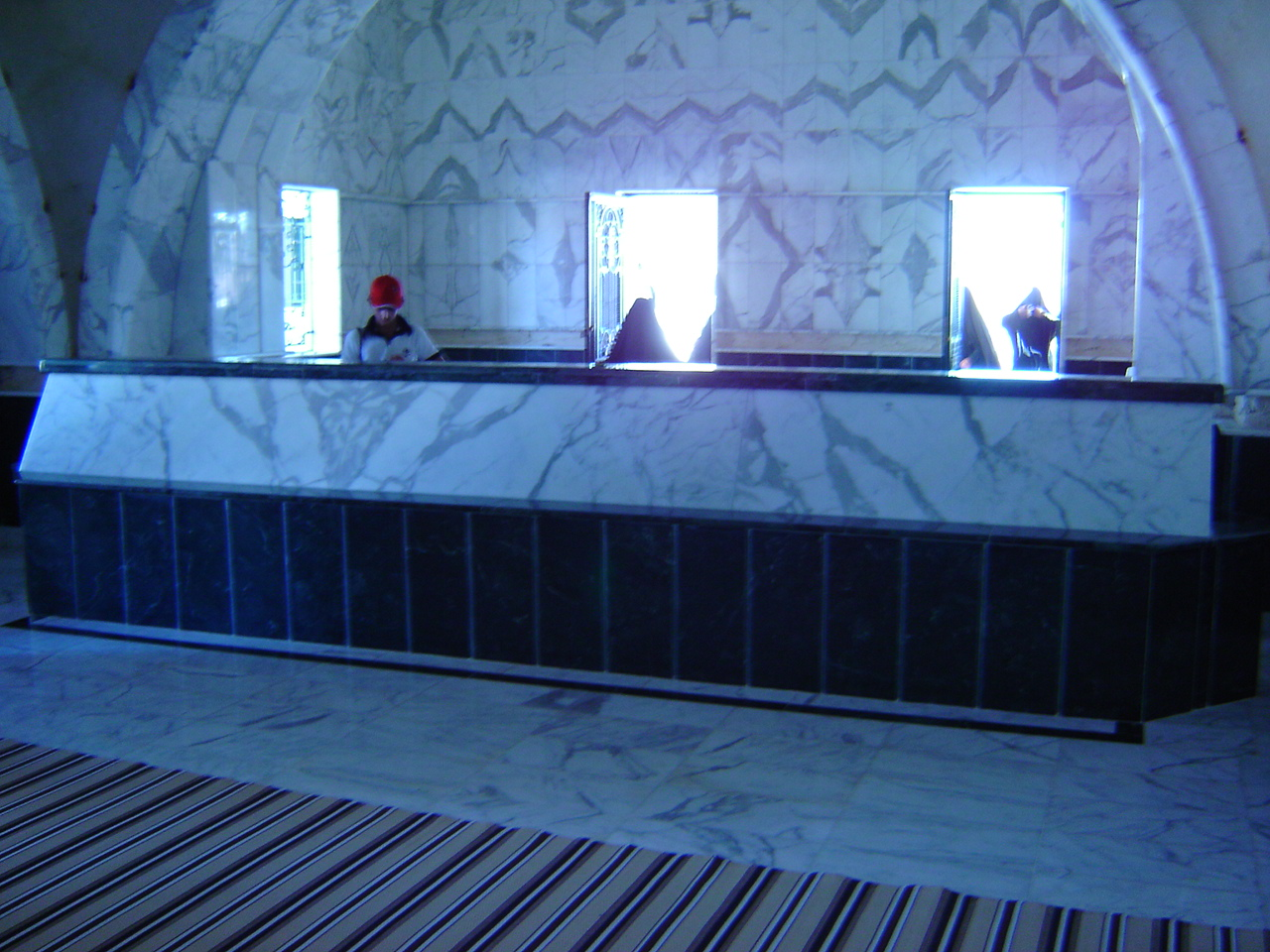
مقبرة هابيل داخل المسجد

مسجد النبي هابيل هو مسجد يقع على الجبال الغربية لدمشق بالقرب من وادي الزبداني، ويطل على قرى نهر بردى (وادي بردى) في سوريا.

## وصفه
يعتقد البعض أن المسجد يحتوي على قبر هابيل ابن آدم. بُنِى هذا المسجد من قبل الوالي العثماني أحمد باشا بن رضوان في عام 1599، ويقال أنه يحتوي على 40 محرابًا.
قُتل هابيل على يد شقيقه قابيل المعروف بأنه أول قاتل في البشرية. يوجد داخل المسجد تابوت بطول 23 قدمًا مغطى بنسيج حريري أخضر منقوش بآيات من القرآن.
المسجد مكان ديني لدى الطائفة الدرزية.